# Der Mond und die Feuer
Der Mond und die Feuer (italienischer Originaltitel: La luna e i falò) ist der letzte Roman Cesare Paveses, den er im Herbst 1949 in weniger als zwei Monaten niederschrieb, nachdem er den Sommer in Santo Stefano Belbo, dem Ort seiner Kindheit, verbracht hatte. Dort hatte er viele Gespräche mit seinem Freund Pinolo Scaglione geführt, über die Ereignisse in der kleinen Stadt und ihre Geschichte, insbesondere über die Resistenza in der dortigen Gegend, also über den Widerstand gegen die deutsche Besatzung und die italienischen Faschisten und das Schicksal der Bewohner. Alle diese Themen werden im Roman aufgenommen, auch Scaglione selbst ist in der Figur des Nuto wiederzufinden. Der Roman, der starke autobiographische Züge trägt, wurde im April 1950 veröffentlicht, nur einige Monate, bevor Pavese sich im August 1950 das Leben nahm. Er ist der letzten Geliebten Paveses gewidmet, der amerikanischen Schauspielerin Constance Dowling. Der Roman vereint alle wichtigen Themen und Motive seines gesamten Schaffens und gilt als das vollkommenste und reifste Werk des Dichters.

## Inhalt
Der Roman spielt in der Nachkriegszeit, etwa um 1949. Der namenlose Ich-Erzähler (man erfährt nur seinen Spitznamen, den man ihm in der Kindheit gab, Anguilla, der Aal) kehrt nach 40 Jahren in den Ort seiner Kindheit im Piemont zurück. Der Name des Ortes wird nicht genannt, aber der Leser erkennt unschwer an den geographischen Gegebenheiten, dass es sich um Santo Stefano Belbo handelt. Der Grund seiner Rückkehr ist nicht ganz klar: Einerseits will er nur den Sommer dort verbringen, andererseits hofft er insgeheim, dort „Wurzeln zu schlagen, sich Land und ein Dorf zuzulegen, damit das eigene Fleisch etwas an Wert gewinnt und einen gewöhnlichen Jahreszeitenzyklus überdauert“. Während seines Aufenthalts dort, der letztlich nur 14 Tage dauert, sucht er die Orte seiner Kindheit und Jugend auf und erinnert sich an sein eigenes Leben und das der anderen Personen, die er damals kannte. Aber alles, was von der Vergangenheit geblieben ist, sind die Landschaft und die Orte seiner Kindheit. Die Personen dagegen leben alle nicht mehr, außer Nuto, dem Freund seiner Kindheit, dem es als Einzigem gelungen ist, ein erfülltes und zufriedenes Leben in der Heimat zu führen. Nachdem er in der Jugend als Musikant auf allen Dorffesten der Gegend gespielt hatte, arbeitet er später als Zimmermann, gründet eine Familie und engagiert sich in der Gemeinde. Er stellt in vielerlei Hinsicht das Gegenteil des Protagonisten dar: Er ist in der Heimat geblieben und hat dort Wurzeln geschlagen.
Zu Anfang spielen die Orte der Kindheit eine wichtige Rolle, die Hügel, die Nussbäume und die Weinberge, die Häuser, die Wege und der Fluss, die für ihn eine fast heilige Bedeutung haben, obwohl seine Kindheit alles andere als idyllisch war. „Anguilla“ ist ein Findelkind, das seine Herkunft nicht kennt und von einer armen Familie auf dem kleinen Hof Gaminella aufgezogen wird, auf dem es kaum genug zu essen gibt. Als sein Pflegevater Padrino durch einen Hagelschlag alles verliert und den Hof aufgeben muss, wird er als 13-Jähriger auf den größeren wohlhabenden Hof der Mora gegeben, wo es ihm viel besser geht, da er in der Gemeinschaft freundlicher Menschen lebt und eine Ausbildung zum Bauern erhält. Durch den um drei Jahre älteren Freund Nuto, der sich für Bücher interessiert und schon viel mehr vom Leben weiß, gewinnt auch Anguilla mehr Kenntnisse von der Welt.
Die wichtigsten Ereignisse seiner Jugend betreffen aber nicht ihn selbst, sondern das Schicksal seines Herrn, des Sor Matteo, und dessen zwei älteren Töchtern Irene und Silvia. Diesen beiden Mädchen gelingt es trotz ihrer außergewöhnlichen Schönheit und ihres Reichtums nicht, sich ein glückliches Leben aufzubauen, da sie durch den Reichtum ihres Vaters ihren Platz in der Gesellschaft verloren haben; sie sind keine Bäuerinnen mehr, aber auch keine Damen der höheren Gesellschaft. Ihr verzweifelter Versuch, einen Platz in der Welt des städtischen Großbürgertums und des Adels zu finden, scheitert, da sie von den Männern, mit denen sie sich einlassen, missachtet und betrogen werden.
Da der junge Anguilla schon lange von dem geträumt hat, was jenseits der Hügel liegt, und der Enge des bäuerlichen Lebens entkommen will, die ihm keine Perspektive bietet, verlässt er mit 20 Jahren seine Heimat, geht zunächst nach Genua und flieht von dort einige Jahre später, da er gegen die Faschisten gearbeitet hat, nach Amerika. Dort etabliert er sich zwar beruflich erfolgreich und wird reich, aber er fühlt sich in der Neuen Welt unwohl und wurzellos. Nach dem Krieg kehrt er nach Genua zurück und besucht von dort aus das Dorf seiner Kindheit. Von diesen Besuchen wird im Roman erzählt. Am Ende kehrt er endgültig nach Genua zurück und verabschiedet sich von Nuto mit den unbestimmten Worten: „Vielleicht schiffe ich mich ein … und komme nächstes Jahr wieder zum Fest.“
Der Ich-Erzähler erzählt die Geschichte seines vergangenen Lebens nicht chronologisch, sondern in verschiedenen Rückblicken, als Erinnerungen, die ihm bei bestimmten Gelegenheiten, beim Anblick eines Ortes oder durch die Begegnung mit einer Person, in den Sinn kommen. So setzt sich die Vergangenheit erst nach und nach für den Leser zusammen und ergibt erst am Schluss ein klares Bild.
Zunächst lernt der Ich-Erzähler die Familie Valinos kennen, der nun im Haus der Gaminella lebt. Das elende und unmenschliche Leben dieser Familie macht ihm wieder deutlich, wie recht er hatte, als junger Mann vor diesen Lebensbedingungen zu fliehen. In Cinto, dem hinkenden und immer hungrigen Sohn Valinos, erkennt er seine eigene Jugend wieder. Er kümmert sich um ihn und versucht ihm etwas beizubringen. Als Valino aus Verzweiflung über seine ausweglose Lage seine Familie auslöscht, das Haus anzündet und sich erhängt, ergreift Nuto die Gelegenheit, den überlebenden Cinto zu sich zu nehmen, und der Ich-Erzähler verspricht, ihm später eine Arbeit in Genua zu verschaffen.

## Deutung
Das Hauptthema des Romans ist die Suche des Protagonisten und Erzählers nach der verlorenen Zeit seiner Kindheit, die Rückkehr in die Vergangenheit als Suche nach sich selbst, nach der eigenen Identität. Denn der Protagonist hofft im heimatlichen Dorf nicht nur schöne Erinnerungen zu finden, sondern einen Ort, an dem er im existentiellen Sinn zuhause ist, der zu ihm gehört und an dem er ein erfülltes, glückliches Leben führen kann. Er möchte dort „Wurzeln schlagen“.
Wie seine Wunschvorstellung von der Heimat aussieht, mit der er zurückkehrt, wird ex negativo deutlich, wenn man betrachtet, wie er Amerika erlebt hat, das Land, in dem er lange Zeit versucht hat heimisch zu werden. In Amerika sind die Menschen entwurzelt und ohne Bindungen: Sie kennen die Erde nicht, auf der sie leben, und fühlen sich nicht für die Menschen verantwortlich, mit denen sie zufällig zusammen sind. Sie leben jeder für sich, einsam und ohne Verbindung mit ihrer Vergangenheit, ihrer Familie. Im heimatlichen Piemont dagegen, so scheint es dem Erzähler in Amerika, leben die Menschen – jedenfalls auf dem Lande – noch in enger Verbindung mit der Erde und sind in einer natürlichen und stabilen Ordnung miteinander verbunden. Doch diese Vorstellung ist eine Illusion, wie sich nach und nach herausstellt. Italien ist um nichts besser als Amerika: Die Verwurzelung ist für die meisten nichts als eine erzwungene Gefangenschaft und das Elend macht die Leute ebenso grausam und unmenschlich gegeneinander wie die Einsamkeit in Amerika. So findet sich der Mord aus Verzweiflung, den der Erzähler zunächst als Inbegriff des amerikanischen Lebens hingestellt hat, ebenso in Italien wieder, allerdings aus anderen Gründen: Während in Amerika die Menschen wegen ihrer Wurzellosigkeit und Haltlosigkeit andere umbringen, ermordet Valino die Frauen, die ihm am nächsten stehen, aus Verzweiflung über sein Elend.
Schritt für Schritt wird das idealisierte Bild, das der Protagonist von seinem Heimatdorf hat, zerstört. Eine nach der anderen kommen die Lebensgeschichten der einzelnen Menschen zum Vorschein, die der Erzähler in seiner Kindheit gekannt hat – und alle enden düster und tragisch (außer dem Leben Nutos). Der Erzähler findet also nicht die heile dörfliche Welt, die er sucht. Aber er findet dennoch eine Art Glück in der Erinnerung an die intensiv und authentisch erlebte Welt seiner Kindheit, obwohl auch diese alles andere als schön war, ebenso wie Cintos Leben elend und traurig ist. Der Erzähler sagt sogar, dass er Cinto beneidet und dass er sich wünscht, noch einmal seine Kindheit erleben zu können, mit ihren starken und einfachen Erfahrungen. Der Erzähler versucht also, der Gegenwart und damit der historischen Zeit zu entfliehen und in der als zeitlos erlebten Natur die Wahrheit seines Lebens zu finden. In der Welt des Dorfes herrscht, so meint er zunächst, nicht die historische Zeit, sondern der naturhafte Rhythmus der ewig wiederkehrenden Jahreszeiten. Aber kurz darauf zeigt sich, dass auch diese von der Zeit scheinbar unberührte Natur getränkt ist von historischen Ereignissen. Sobald der Erzähler genauer hinschaut, kommen die Toten des Zweiten Weltkriegs zum Vorschein. Und am Schluss ist ihm endgültig klar, dass das Heimatdorf ebenso wenig wie irgendein anderer Ort auf der Erde ihm die Heimat und Geborgenheit geben kann, die er sucht. Der Versuch der Rückkehr ist gescheitert, die Einsamkeit und Wurzellosigkeit ist unaufhebbar.

### Der Titel
Der Titel des Romans erhellt sich zunächst im 9. Kapitel, in dem Cinto und Nuto dem Erzähler die Bedeutung des Mondes und der Johannisfeuer erklären, die ihnen nach altem Volksglauben zukommen. Der Mond ist das sichtbare Zeichen des natürlichen Werdens und Vergehens, nach seinem Rhythmus muss man sich richten, wenn man bei der Ernte gute Erträge gewinnen will. Im Mond verkörpert sich die Macht der Natur, der man ausgeliefert ist und der man sich anpassen muss, wenn man nicht Schaden nehmen will. Der natürlichen Macht des Mondes, der als weiblich gedacht wird (la luna), sind die Johannisfeuer (i falò) gegenübergestellt, die von Menschen gemachte, planvoll eingesetzte Macht des Feuers. Sie verkörpern das männliche Prinzip, da sie die Erde erwecken und befruchten. Während der Mond das im Wechsel der Jahreszeiten ewig Gleichbleibende, Zeitlose bedeutet, sind die Johannisfeuer zeitlich und weisen über die Sphäre des Natürlichen hinaus in den Bereich der Geschichte.
Im Roman haben die großen Ereignisse alle etwas mit den Johannisfeuern zu tun: die falò auf den Hügeln sind für den jungen Anguilla Zeichen, die ihm den Weg in die Ferne, in die große Welt weisen. Sie sind hier also Symbol der Veränderung, des Schicksals. Die falò haben (wie alles von Menschen Gemachte) etwas Zweideutiges, Ambivalentes an sich: Einerseits sind sie schöpferisch und fruchtbar, andererseits können sie auch gefährlich und zerstörerisch sein. Beide Seiten kommen in den zwei zentralen Ereignissen des Romans zum Ausdruck: in dem großen Feuer, mit dem Valino seinen Hof und seine Frauen verbrennt, und dann in der Verbrennung Santas am Schluss des Romans. Auch wenn bei beiden Ereignissen der negative Aspekt zunächst überwiegt, so haben sie doch auch eine positive Wirkung: Durch die Verzweiflungstat Valinos wird die ausweglose Lage Cintos plötzlich verändert und es eröffnet sich ihm ein neues Leben. Und die Verbrennung Santas erhält die Bedeutung eines rituellen Opfers, das die außergewöhnliche junge Frau sozusagen von ihrem irdischen Schmutz reinigt und in eine andere Sphäre entrückt (vgl. die Bedeutung ihres Namens: die Heilige).

### Die Hügel
Eng mit dem Symbol des Johannisfeuers sind die Hügel verbunden, die ebenfalls eine große Bedeutung im Roman – und überhaupt im ganzen Werk Paveses – haben. Die Hügel sind zunächst Inbegriff der geliebten Landschaft der Langhe im Piemont, Paveses Heimat. Pavese spricht von ihnen immer wieder mit großer Zärtlichkeit.
Die Hügel sind Kulturlandschaft und Wildnis zugleich: Im unteren Teil liegen die Weinberge, die Gehöfte und die Felder; weiter oben beginnt die unwegsame Macchia. Anguilla ist als Kind nie ganz nach oben gestiegen, er fand in den Weinbergen und Feldern oder in den Wäldern das Glück, sich im Einklang mit der Natur zu fühlen. Zugleich sind sie verbunden mit der Sehnsucht nach Weite, nach der geheimnisvollen, großen, scheinbar unerreichbaren Welt. Schon als Kind schaut Anguilla immer sehnsüchtig zu ihnen hinauf und träumt von dem, was sich hinter ihnen verbirgt. Sie werden ihm zum Zeichen seines Schicksals, das ihn dazu bestimmt hat, wegzuziehen und die Welt in ihrer Weite kennenzulernen.
Im Laufe des Romans gewinnt die Wildnis auf den Höhen der Hügel eine immer größere Bedeutung. Hierhin hatten sich die Partisanen zurückgezogen, hier finden sich immer wieder die Spuren der damaligen Kämpfe, z. B. die Leichen getöteter Republikaner. Im letzten Kapitel findet dieses Thema seinen Abschluss: Der Erzähler steigt gemeinsam mit Nuto zum ersten Mal ganz auf die Berge hinauf und erfährt dort oben Nutos tiefstes Geheimnis: seine beobachtende Teilnahme (presenza) und damit seine Mitschuld an der Erschießung und Verbrennung Santas.
Die Hügel verbinden hier die beiden Ebenen, die im Roman immer wieder im Konflikt stehen. Einerseits sind sie geradezu getränkt vom Blut der Geschichte, andererseits gewinnen sie eine mythische Dimension: Durch die Wanderung der beiden Männer werden sie zum heiligen Ort, an dem sich die Wahrheit offenbart.

### Die Frauengestalten
Auffällig an den drei wichtigsten Frauengestalten des Romans – Silvia, Irene und Santa – ist ihre tiefe Zweideutigkeit. Abgesehen von Nuto erscheinen sie zunächst als die liebenswertesten und schönsten Figuren des Romans. Sie strahlen geradezu in ihrer Lebendigkeit und Lebenslust, so dass es nicht verwundert, dass der junge Anguilla heimlich in Silvia und Irene verliebt ist, auch wenn die beiden ihm unerreichbar erscheinen, während Nuto später Santa trotz ihres verderbten Lebenswandels bewundert und liebt.
Auch wenn im Laufe des Romans eine gewisse Desillusionierung stattfindet, da die Schwächen und Fehler der drei Frauen immer deutlicher hervortreten, so behalten diese doch die Sympathie des Autors – und damit des Lesers. Das Unmoralische ihres Lebenswandels nimmt ihnen nicht ihre Lebendigkeit und Schönheit. Es ist in diesem Zusammenhang bezeichnend, dass im 30. Kapitel noch eine Episode erzählt wird, in der sich die ganze Zärtlichkeit konzentriert, die der Erzähler in seiner Jugend für die Mädchen empfand. Sie bildet sozusagen den Höhepunkt der schönen Erinnerungen, während unmittelbar darauf dann die düstere Geschichte Santas erzählt wird.
Der Liebenswürdigkeit der Frauengestalten stehen ihr elendes Schicksal und ihr furchtbares Ende gegenüber; auch die unbekannten Frauen des Romans werden auf grausame Weise umgebracht (so die Frauen von Valino). Die Interpreten haben viel über den Frauenhass Paveses geschrieben; das gewaltsame Ende seiner Frauengestalten deuten sie als Rache für die Demütigungen, die er in seinem Leben von Frauen erfuhr. Diese Deutung ist zweifellos einleuchtend, vor allem wenn man bedenkt, dass sich diese Struktur im ganzen Werk Paveses wiederholt, aber sie erscheint doch zu einseitig. Denn die Sympathie des Autors für seine Frauengestalten ist – zumindest in dem vorliegenden Roman – ebenso spürbar wie sein Hass.

### Politisches und soziales Engagement
In ihren Gesprächen nehmen der Erzähler und Nuto gegensätzliche Positionen ein. Der Protagonist interessiert sich für die Dinge, wie sie sind, er freut sich an ihrer Wirklichkeit, betrachtet sie aber, trotz aller emotionalen Anteilnahme, aus der Distanz, beinahe als ästhetische Objekte, losgelöst vom sozialen Lebenszusammenhang. Nuto dagegen empört sich über die unmenschlichen Lebensbedingungen der Bauern. Der Erzähler und Nuto stellen also Gegenpole dar: Während der eine einen eher amoralischen Blick auf die Dinge hat, steht Nuto für politisches und soziales Engagement. Er betont immer wieder, man müsse die Dinge ändern und zurechtrücken, richtigstellen.
Den verschiedenen Sichtweisen entsprechen die unterschiedlichen Lebensweisen der beiden Männer. Der Erzähler ist ungebunden geblieben und hat keinen festen sozialen Ort in der Welt gefunden, während Nuto seine Wahl getroffen hat. Indem er Verantwortung in Familie, Beruf und im öffentlichen Leben übernommen hat, hat er sein Leben mit dem der anderen verbunden.
Allerdings sind die Positionen der beiden Männer bei genauerem Hinsehen doch nicht so eindeutig verteilt; beide Männer sind differenziert und in sich widersprüchlich gezeichnet. Obwohl Nuto sich in den Gesprächen mit dem Erzähler als der Engagierte darstellt, der darauf besteht, dass die Welt schlecht gemacht sei und dass man die Dinge ändern müsse, ist er doch nicht der überzeugte, politisch aktive Kommunist. Er kämpfte nicht bei den Partisanen mit und er arbeitete nach dem Krieg nicht politisch. Sein Engagement ist eher ein humanistisches, es bleibt auf der privaten Ebene: Er versteckt im Krieg verwundete Partisanen, er ermahnt Kinder, keine Tiere zu quälen, und er nimmt schließlich den verwaisten Cinto bei sich auf.
Auf der anderen Seite verharrt auch der Erzähler nicht immer in seiner distanzierten, amoralischen Haltung. Er ist es, der als Erster meint, man müsse Cinto aus seinem Elend herausholen, während Nuto an diese Möglichkeit zunächst nicht glaubt. Und er schlägt als Erster nach der Katastrophe auf Gaminella vor, man müsse sich Cintos annehmen.
Nuto und der Protagonist können als zwei Aspekte derselben Person angesehen werden; in gewisser Weise ist Nuto das Alter Ego des Erzählers, da dieser, indem er mit dem Freund über seine Kindheit spricht, in ihm die eigenen Ideen wiederfindet. Beide Figuren stellen auch zwei Seiten des Autors dar. Zwar wird man Pavese eher mit dem Protagonisten identifizieren und Nuto ist zunächst die dichterische Verkörperung seines Freundes Pinolo Scaglione, aber dennoch ist auch Nuto eine Erfindung Paveses und eine Seite seiner Persönlichkeit.
Pavese war kein überzeugter Kommunist, wie die erste Generation seiner Interpreten behauptete, aber er war auch kein Mensch, der sich nicht für Politik interessierte, wie es ihm andere Kritiker vorwarfen. Pavese war zu sehr Dichter, um die negativen Seiten an der Haltung der Kommunisten zu übersehen. Obwohl er den Kampf der Partisanen unterstützte, zeigt er doch ihre Härte und Brutalität in der Figur des Partisanen Baracca, der Santa umbringen lässt. Pavese wählt für ihn einen offensichtlich hässlichen Namen, der einen geradezu brutalen Klang hat, und außerdem gibt er ihm einen bürokratischen, nicht gerade sympathischen Beruf: Baracca ist Buchhalter, wie Nicoletto, eine ebenfalls äußerst unsympathische Figur.

### Schluss und Motto
Der Schluss des Romans bleibt zweideutig und offen: Einige Interpreten meinen, Baracca stelle das Gute dar, dem es gelinge, das Böse (Santa) zu zerstören. Andere betonen die Sympathie, die der Autor für Santa und ihren geheimnisvollen Tod hege, und seine geheime Antipathie gegen Baracca.
Auch der Roman in seiner Gesamtheit wird auf gegensätzliche Weise gedeutet. Die einen meinen, Pavese sei ein Pessimist gewesen und der Roman ende in völliger Verzweiflung; sogar Paveses ehemaliger Lehrer und Freund Augusto Monti, ein engagierter Antifaschist, warf ihm vor, alles und alle zu hassen. Andere verstehen den Roman ganz anders, so z. B. Heinrich Böll, der in dem Roman „sehr viel Weisheit, Ruhe und eine große Zärtlichkeit dem Leben und den Lebenden gegenüber“ findet. Diese Sichtweise eröffnet auch einen anderen Blick auf das Motto „Ripeness is all“ (Reife ist alles): Reife bedeutet nicht unbedingt passive Ergebung ins Schicksal, sondern sie kann auch in eben jener Weisheit und Zärtlichkeit gegenüber dem Leben bestehen, in einem gelungenen Gleichgewicht zwischen Resignation und Engagement.

## Ausgaben
- Cesare Pavese: La luna e i falò. Giulio Einaudi, Turin 1950.
- Cesare Pavese: Junger Mond. Übersetzung von Charlotte Birnbaum. Claassen, Hamburg 1954. Später: Bibliothek Suhrkamp, Frankfurt (Die Übersetzung enthält etliche Fehler.)
- Cesare Pavese: Der Mond und die Feuer. Neu übersetzt von Maja Pflug. Rotpunkt, Zürich 2016.
  - Cesare Pavese: Der Mond und die Feuer. Neu übersetzt von Maja Pflug. Mit einem Nachwort von Paola Traverso. Diogenes Taschenbuch, Zürich 2018.